# Eupithecia novata
Eupithecia novata là một loài bướm đêm trong họ Geometridae.